# Furcraea occidentalis
Furcraea occidentalis ist eine Pflanzenart aus der Gattung Furcraea in der Unterfamilie der Agavengewächse (Agavoideae). Das Artepitheton occidentalis bedeutet ‚westlich‘ und verweist auf das Vorkommen der Art im Westen Perus.

## Beschreibung
Furcraea occidentalis wächst stammlos oder bildet vermutlich einen kurzen Stamm aus. Die schmal länglichen Laubblätter sind etwa 60 bis 145 Zentimeter lang und 10 Zentimeter breit. Die Blattränder sind winzig bedornt. Die winzigen, etwas dreieckigen Randzähne sind gerade oder etwas rückwärts gebogen. Sie sind gelbbraun oder schwärzlich und 1 Millimeter lang. Der winzige, stumpfe und halbkugelförmige Enddorn weist eine Länge von 0,5 Millimeter  auf und ist 1 Millimeter breit.
Der reichlich Bulbillen tragende, kahle Blütenstand erreicht eine Höhe von 6 Meter. Die Blüten weisen eine Länge von etwa 50 Millimeter auf. Ihre grünlich weißen Perigonblätter sind etwa 30 Millimeter lang. Der Fruchtknoten weist eine Länge von etwa 20 Millimeter auf.
Über die Früchte und Samen ist nichts bekannt.

## Systematik und Verbreitung
Furcraea occidentalis ist in den peruanischen Regionen Ancash, Region Huánuco, Loreto und Lima auf felsigen Hängen in Höhenlage von 500 bis 2500 Metern verbreitet. Nach R. Govaerts kommt sie auch im westlichen Bolivien vor.
Die Erstbeschreibung durch William Trelease wurde 1913 veröffentlicht. Furcraea occidentalis wird in der Gattung in die Sektion Furcraea eingeordnet. Die Art ist nur unzureichend bekannt.

## Nachweise